# Contigo (canción de Karol G y Tiësto)
«Contigo» (estilizado en mayúsculas) es una canción de la cantante colombiana Karol G y el DJ neerlandés Tiësto. Fue lanzado el 14 de febrero de 2024 a través de Bichota Records e Interscope.

## Antecedentes y composición
El 10 de febrero de 2024, durante el concierto en Ciudad de México del Mañana Será Bonito Tour, un grupo de fanáticos de Giraldo exhibió un cartel con la frase «No queremos vida si no es contigo», haciendo referencia a un tuit que la cantante publicó unos días antes y que decía «No quiero vida si no es CONTIGO». Después de ver el cartel, Giraldo reveló que la frase que tuiteó era una letra de su siguiente sencillo y anunció «Contigo». El sencillo fue lanzado el 14 de febrero para descarga digital y streaming, coincidiendo con el día de su cumpleaños y el de San Valentín. Marca la tercera colaboración de Giraldo y Tiësto después del lanzamiento de «Don't Be Shy» en 2021 y «Provenza (Remix)» en 2022, el último, apareciendo en el mixtape de Giraldo Mañana será bonito (Bichota Season).
«Contigo» fue escrita por Giraldo, Tiësto, Björn Djupström, Jesse McCartney, Ryan Tedder, Tyler Spry y Yasmani Bandera, y producida por Giraldo, Tiësto, Djupström, Tedder y Spry. Es una canción pop-EDM, que interpola «Bleeding Love» (2007) de Leona Lewis, escrita por McCartney y Tedder y utiliza un fragmento de «Vector» (2021) de Thibaut Lemaître.

## Videoclip
El videoclip de «Contigo» fue lanzado simultáneamente con la canción. Dirigido por Pedro Artola, muestra a Giraldo y a la rapera puertorriqueña Young Miko interpretando una pareja. El video empieza con ambos personajes en un carro pasando por una calle durante la noche, seguido por escenas en las que están en un apartamento bebiendo, tomándose fotografías y haciéndose tatuajes. El video luego pasa a un baño escolar, donde la pareja termina su relación. Después, en un club nocturno donde Tiësto interpreta al DJ, Miko ve a Giraldo bailando sola y se le acerca. El video termina con ambos personajes besándose.

## Posicionamiento en listas
| Lista (2024)            | Mejor posición |
| ----------------------- | -------------- |
| Panamá (Monitor Latino) | 19             |